# Déli-Morava

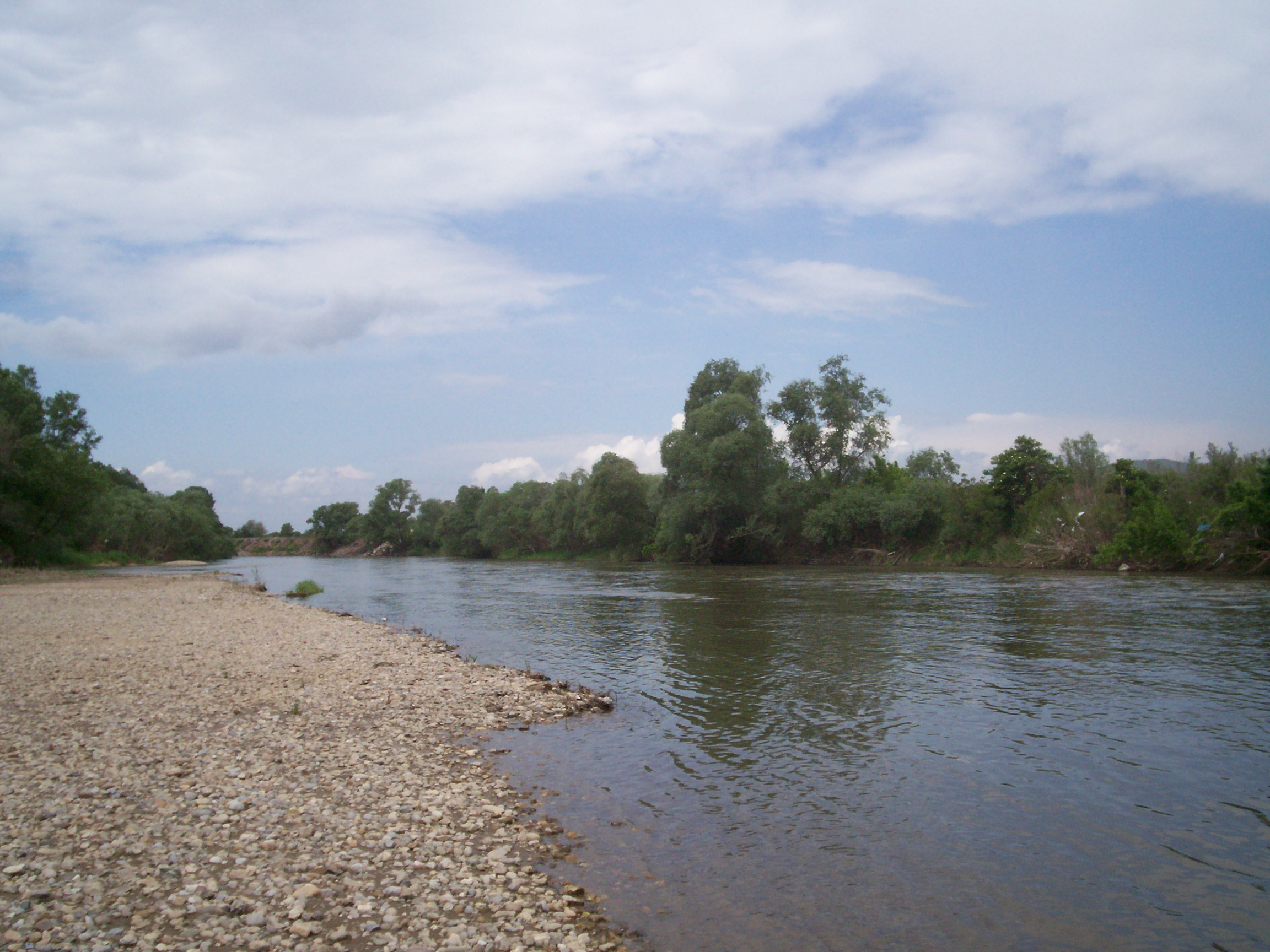
A folyó egy szakasza

A Déli-Morava (szerbül Јужна Морава / Južna Morava) folyó a Balkán-félszigeten, a Nagy-Morava egyik alkotója.
A Crna Gora hegyen ered Észak-Macedóniában, Szkopjétól 20 km-re északra. Északnak indul, majd Koszovóban keletre fordul Szerbia felé. Vranje után ismét északnak tart. Stalaćnál ömlik a Nagy-Moravába. Hossza 318 km, vízgyűjtő területe 15 450 km². Közepes vízhozama 100 m³/s.
Mellékfolyói a Jablanica, Toplica és Nišava.
Jelentősebb városok a Déli-Morava mentén: Bujanovac, Vranje és Aleksinac.